# Wybory parlamentarne w Indonezji w 1999 roku
Wybory parlamentarne w Indonezji w 1999 roku odbyły się 7 czerwca. Były to pierwsze wolne wybory parlamentarne w Republice Indonezji po upadku autorytarnego reżimu generała Suharto. Do zdobycia w wyborach były 462 mandaty do indonezyjskiej Izby Reprezentantów, o które ubiegało się 48 zarejestrowanych ugrupowań politycznych. 38 miejsc było zarezerwowanych dla przedstawicieli indonezyjskiej armii.

## Ordynacja wyborcza
Wyroby do Izby Reprezentantów w 1999 roku miały charakter proporcjonalny. Mandat na poziomie prowincji uzyskiwało ugrupowanie polityczne, które w późniejszym czasie wybierało osobę która zasiądzie w parlamencie. Największą ilość mandatów, partie mogły uzyskać w prowincji Jawa Wschodnia (82), najmniej w Bengkulu oraz w ówczesnej prowincji Timor Wschodni (4).

## Wyniki
Wybory wygrała nowo utworzona, centrolewicowa Demokratyczna Partia Indonezji – Walka (PDI-P) z Megawati Soekarnoputri na czele. PDI-P uzyskała ponad 33% ważnie oddanych głosów co przełożyło się na 153 miejsca w Izbie Reprezentantów. Związany z poprzednim reżimem Golkar, zdobył ponad 22% głosów, co dało ugrupowaniu 120 mandatów.
Ostatecznie, co najmniej jeden mandat uzyskało 18 ugrupowań politycznych.

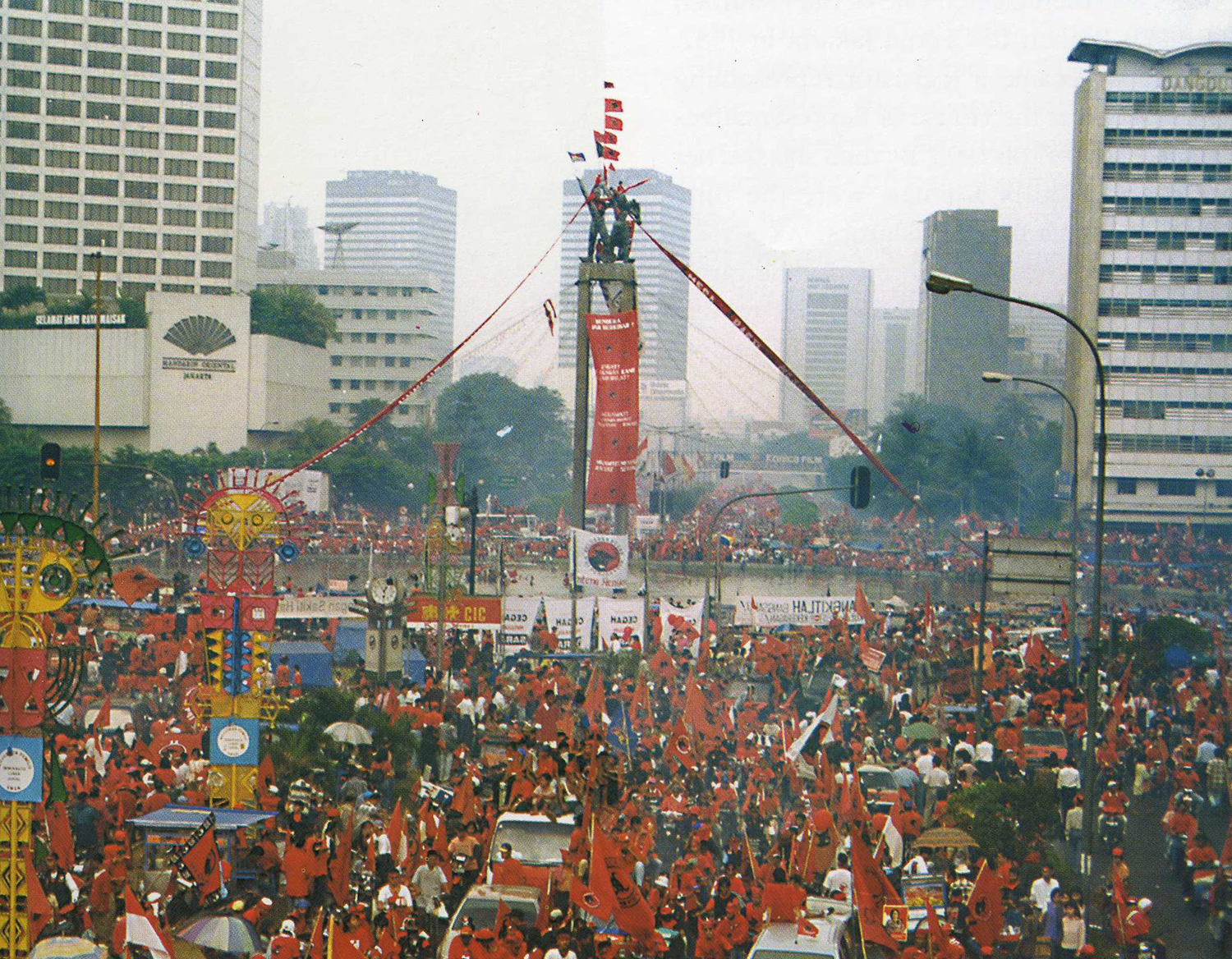
Zwolennicy PDI-P w Dżakarcie

| Ugrupowania                                    | Liczba głosów | %     | Liczba mandatów |
| ---------------------------------------------- | ------------- | ----- | --------------- |
| Demokratyczna Partia Indonezji – Walka         | 35 689 073    | 33,74 | 153             |
| Golkar                                         | 23 741 749    | 22,44 | 120             |
| Partia Przebudzenia Narodowego                 | 13 336 982    | 12,61 | 51              |
| Zjednoczona Partia na rzecz Rozwoju            | 11 329 905    | 10,71 | 58              |
| Partia Mandatu Narodowego                      | 7 528 956     | 7,12  | 34              |
| Partia Półksiężyca i Gwiazdy                   | 2 049 708     | 1,94  | 13              |
| Partia Prosperującej Sprawiedliwości           | 1 436 565     | 1,36  | 7               |
| Indonezyjska Partia Sprawiedliwości i Jedności | 1 065 686     | 1,01  | 4               |
| Nahdlatul Ummah                                | 679 179       | 0,64  | 5               |
| Indonezyjska Partia Demokratyczna              | 655 052       | 0,62  | 2               |
| Partia Zjednoczenia                            | 551 028       | 0,52  | 1               |
| Demokratyczna Partia Miłości do Ojczyzny       | 550 846       | 0,52  | 5               |
| Masyumi                                        | 456 718       | 0,43  | 1               |
| Ludowa Partia Suwerenności                     | 427 854       | 0,4   | 2               |
| Unia Islamska                                  | 375 920       | 0,36  | 1               |
| Indonezyjska Partia Narodowa - Marhaen         | 345 720       | 0,33  | 1               |
| Zwolennicy Niepodległości Indonezji            | 328 564       | 0,31  | 1               |
| Partia Powstania Społecznego                   | 300 064       | 0,28  | 1               |
| Inne                                           | 4 937 089     | 4,66  | 0               |
| Łącznie                                        | 105 786 658   | 100%  | 462             |